# Tartumaa
Tartumaa (plným názvem Tartu maakond, tedy „Tarbatský kraj“) je jeden z patnácti estonských krajů. Nachází se ve východním Estonsku a sousedí s kraji Põlvamaa, Valgamaa, Viljandimaa a Jõgevamaa.

## Geografie
Tartumaa zabírá 3350 km², což představuje 7,7 % estonského území. Na území kraje žije 153 317 obyvatel (k 1. lednu 2020), tedy 11,5 % estonské populace. Město Tartu je centrem kraje a je vzdáleno 186 km od Tallinnu. Tartumaa se člení na 8 samosprávných celků — 1 statutární města a 7 venkovských obcí Elva, Kambja, Kastre, Luunja, Nõo, Peipsiääre a Tartu.
Tartumaa leží v jižním Estonsku, mezi jezery Võrtsjärv a Peipsi. Jediná estonská splavná řeka Emajõgi (dlouhá 100 km) teče skrze kraj a propojuje jezera Võrtsjärv a Peipsi. Pro Tartumaa jsou typické zejména vlnité planiny. Jedna třetina kraje je pokryta lesy, z toho třetina je kultivována.